# ІС-2
ІС-2 (рос. ИС-2, скорочено від «Иосиф Сталин») — радянський важкий танк періоду радянсько-німецької війни. ІС — офіційна назва серійних радянських важких танків випуску 1943—1953 років. Індекс 2 означає другу серійну модель танка цього сімейства. У роки радянсько-німецької війни разом із позначенням ІС-2 на рівних використовувалась назва ІС-122, в цьому випадку індекс 122 означає калібр основного озброєння машини. ІС-2 був найпотужнішим і найбільш важкоброньованим із радянських серійних танків періоду війни, і одним із найсильніших танків на той час у світі. Танки цього типу відіграли значну роль у боях 1944—1945 років, особливо відзначившись при штурмі міст. Після завершення війни ІС-2 були модернізовані і перебували на озброєнні Радянської та Російської армій до 1995 року. Також танки ІС-2 поставлялися в деякі країни і брали участь у кількох післявоєнних збройних конфліктах.

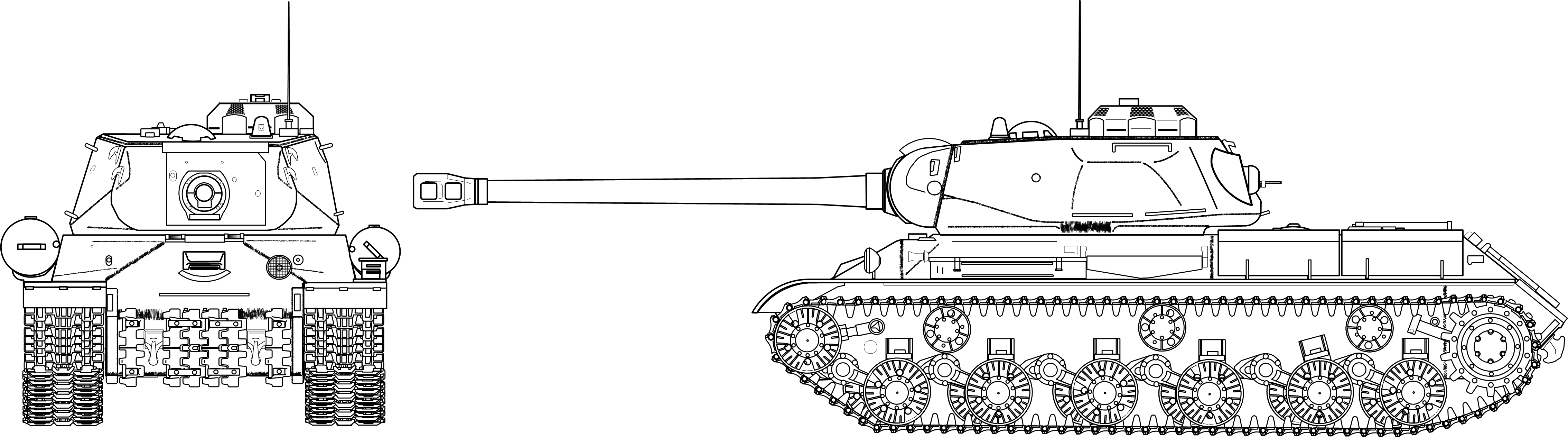
Проєкції танка

Перший варіант важкого танка ІС-2 з 85-мм гарматою Д-5Т (об'єкт 237) був розроблений влітку 1943 року на Челябінському (Кіровському) заводі під керівництвом провідного конструктора Н. Ф. Шашмуріна. 7 серпня постановою ДКО танк прийняли на озброєння. Серійне виробництво ІС-1 (або ІС-85) почалося наприкінці жовтня.

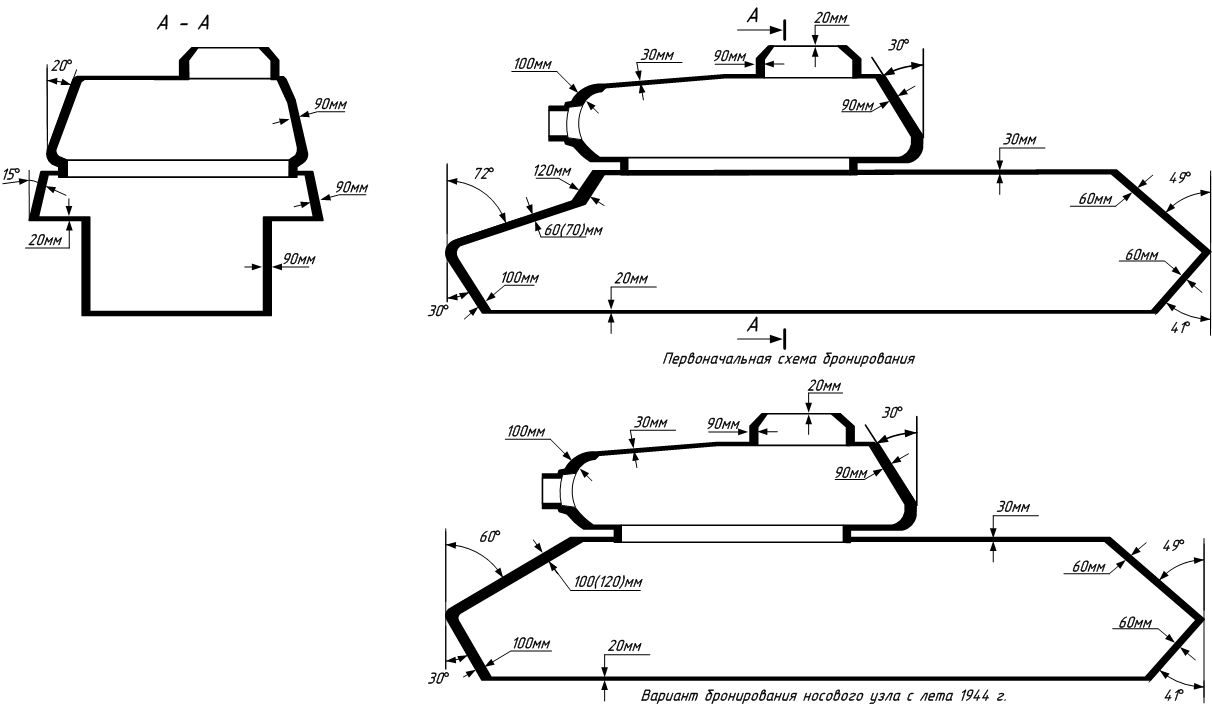
Схема бронювання ІС-2

При масі в 44 т, що відносно трохи більше ніж маса танка КВ-1с (42,5 т), нова бойова машина мала товстішу броню. Башта, лобова деталь і підбаштова частина корпуса відливались. Установка малогабаритних планетарних механізмів повороту (ПМП) конструкції А. І. Благонравова дозволила зменшити ширину корпуса ІС-1 на 18 см у порівнянні з КВ-1с.
Майже одночасно з ІС-1 почалося виробництво могутнішої збройної моделі — ІС-2 (об'єкт 240). Щойно створена 122-мм танкова гармата Д-25Т (яка спочатку мала поршневий затвор) з початковою швидкістю снаряда 781 м/с могла вражати всі основні типи німецьких танків на всіх дистанціях бою. У дослідному порядку на танку ІС установлювалися 85-мм гармата великої потужності з початковою швидкістю снаряда 1050 м/с і 100-мм гармата З-34.
На початку 1944 року виробництво танка ІС-1 припинили (випущено 107 машин). Із цього моменту у виробництві був тільки ІС-2. Незабаром на ньому змінили прицільні пристосування (зокрема вилучили перископічний приціл ПТК-5) і розширили броньову маску гармати. Із середини 1944-го ІС-2 почали випускати з похилою лобовою частиною корпуса без оглядового люка механіка-водія (так званої «пробки»), але із щілиною, закритою склоблоком. Крім того, був доданий великокаліберний зенітний кулемет ДШК, який, втім, установлювався не на всіх танках. У такому вигляді ІС-2 взяв участь у завершальних боях другої світової війни. Після випуску 3483 танків у середині 1945 року виробництво його припинили.
Танки ІС-2 надходили на озброєння окремих важких танкових полків, яким уже при формуванні присвоювалося найменування «гвардійський». На початку 1945 року було сформовано кілька окремих гвардійських важких танкових бригад, що включали по три важкі танкові полки кожна.

## Історія створення

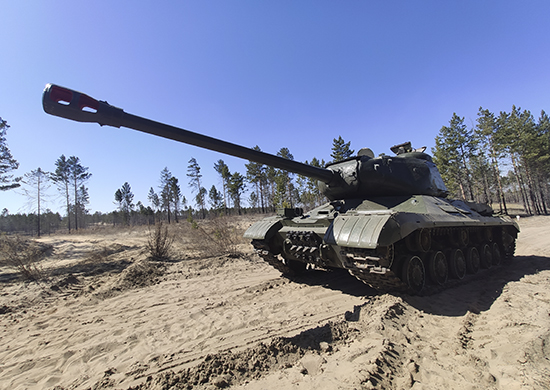
Відновлений танк ІС-2 на полігоні Східного військового округу РФ, 2021 рік

Важкий танк ІС-2 походить від танків КВ-1 (досить добре відомого) і КВ-13, про який досі можна було дізнатися лише з кількох, часом суперечливих, видань, присвячених історії СКБ-2 Кіровського заводу.
КВ-13 (об'єкт 233) став першою великою самостійною роботою Дослідного танкового заводу, створеного в березні 1942 року в Челябінську на базі СКБ-2. Провідним конструктором проєкту призначили Н. В. Цейца, щойно звільненого з ув'язнення. В конструкторську групу входили також К. І. Кузьмін (корпус), Н. М. Сінєв (башта), С. В. Міцкевич (ходова частина) і Г. Н. Москвін (загальна компоновка). КВ-13 створювався в межах ідеї універсального танка, що за масою відповідав середньому, а за захистом — важкому. Особливістю проєкту було значне використання броньового лиття. Відливались не тільки башта, а й основні елементи корпусу — носова частина, підбаштова коробка, блок корми корпусу. Це дозволило зменшити внутрішні невикористовувані обсяги, диференціювати бронезахист і в підсумку зменшити кількість бронелистів. Остання обставина була вельми важливою, особливо після розпорядження ДКО від 23 лютого 1942 року, яким наказувалося всіляко економити броньовий прокат.

Гільзи й снаряди танкової гармати Д-25Т. Зліва направо: гільза бронебійного пострілу, гільза осколково-фугасного пострілу, осколково-фугасна гарматна граната ОФ-471, гостроголовий бронебійно-трасувальний снаряд БР-471, тупоголовий бронебійний снаряд із балістичним наконечником БР-471Б. Всі снаряди показані з двох боків.

Спроєктували і виготовили перший зразок машини в надзвичайно стислі терміни, і в травні 1942 року він надійшов на заводські випробування. Маса танка становила 31,7 т. Озброєння — 76-мм гармата ЗІС-5 і спарений кулемет ДТ. Товщина лобової броні корпусу досягала 120, а башти — 85 мм. Двигун В-2К максимальною потужністю 600 к. с. дозволяв розвивати швидкість до 55 км/год. Елементи ходової частини, включно з гусеницями, взяли у Т-34, а опорні котки запозичили від КВ. В КВ-13 встановлювався підковоподібний вдосконалений радіатор подібний до встановленого раніше на легкому танку Т-50 (варіант Кіровського заводу), що дало можливість щільніше скомпонувати моторне відділення та значно підвищити коефіцієнт використання повітря, що нагнітається вентилятором. Дев'ятишвидкісна коробка передач оригінальної конструкції з потрійним демультиплікатором встановлювалася співвісно з планетарними бортовими редукторами.
| Бронепробійність 122-мм снарядів*                                                                                                   |         |         |         |
| Дальність, м | 500     | 1000    | 2000    |
| БР-471 | 150/122 | 138/113 | 118/96  |
| БР-471Б | 157/128 | 147/120 | 129/105 |
| *В чисельнику вказана товщина броні, яка пробивається, при куті зустрічі 90 градусів, в знаменнику — при куті зустрічі 60 градусів. |         |         |         |

Випробування першого зразка КВ-13 виявили недоліки — труднощі забезпечення розгінних характеристик коробки передач, руйнування опорних котків і траків ходової частини, спадання гусениць на поворотах тощо. У розпал випробувань у липні 1942 року раптово помер Н. В. Цейц, і провідним конструктором призначили Н. Ф. Шашмуріна. За його ініціативою на КВ-13 встановили коробку передач, розроблену Ф. А. Маришкіним для KB-1с, і вузли ходової частини від цього танка. Однак і в такому вигляді танк випробувань не витримав, після чого інтерес замовника до нього значно зменшився. Попри це, на Дослідному танковому заводі з грудня 1942 року почалася досить повільна збірка двох нових варіантів танка КВ-13.
Від першого зразка для цих машин запозичили корпус, торсійну підвіску і п'ятикоткову ходову частину. Башту та багато інших агрегатів спроєктували заново. Особливістю трансмісії стали двоступеневі планетарні механізми повороту, розроблені А. І. Благонравовим. Вдосконалили систему охолодження, в плазуновому рушії використовувалися тільки агрегати танка KB-1с, при цьому плазуновий ланцюг полегшили застосувавши непарні безгребневі траки.
Найбезпосередніший вплив на темпи виготовлення цих машин зробила поява восени-взимку 1942—1943 років на радянсько-німецькому фронті нових німецьких важких танків «Тигр». Постановою ДКО № 2943сс від 24 лютого 1943 Челябінському Кіровському заводу і заводу № 100 НКТП (так до того часу став називатись Дослідний танковий завод) пропонувалося виготовити і пред'явити на держвипробування два дослідні зразки танків «Йосип Сталін» — ІС. Як базу для них взяли останні варіанти КВ-13. При цьому перший, озброєний 76-мм гарматою ЗІС-5, отримав позначення ІС-1 зі збереженням заводського індексу «об'єкт 233», а другий, зі 122-мм танкової гаубицею У-11 в башті, запозиченої у дослідного важкого танка КВ-9, — ІС-2 (об'єкт 234).
| Таблиця бронебійності для Д-25Т |                           |                           |
| Тупоголовий каліберний бронебійний снаряд БР-471Б |                           |                           |
| Дальність, м | При куті зустрічі 60°, мм | При куті зустрічі 90°, мм |
| 500 | 125                       | 155                       |
| 1000 | 120                       | 145                       |
| 1500 | 110                       | 135                       |
| 2000 | 100                       | 125                       |
| 3000 | 85                        | 105                       |
| Гостроголовий каліберний бронебійний снаряд БР-471 |                           |                           |
| Дальність, м | При куті зустрічі 60°, мм | При куті зустрічі 90°, мм |
| 500 | 120                       | 150                       |
| 1000 | 105                       | 130                       |
| 1500 | 95                        | 115                       |
| 2000 | 80                        | 100                       |
| 3000 | 65                        | 75                        |
| Наведені дані відносяться до радянської методики розрахунку пробивної здатності. Слід пам'ятати, що показники бронепробивності можуть помітно відрізнятися при використанні різних партій снарядів і різної за технологією виготовлення броні, а також різних методик розрахунку. |                           |                           |

Випробування обох машин відбулися з 22 березня по 19 квітня 1943 року і пройшли загалом вдало. Комісія визнала, що внаслідок щільнішого компонування, ніж у КВ-1с, танки ІС мають при меншій масі сильніше бронювання та вищу швидкість руху при рівноцінному з ним озброєнні у ІС-1 і потужнішому у ІС-2. Однак відзначалися і значні дефекти, головним чином у моторно-трансмісійній установці і ходовій частині. На м'якому ґрунті танки відчували великий опір руху внаслідок прогину ланок гусениці в міжкотковий простір, який був більшим, ніж у КВ-1с. Комісія рекомендувала на наступних зразках ІС збільшити кількість опорних котків.
Паралельно з випробуваннями на ЧКЗ, на заводі № 100 та основних підприємствах-суміжниках — УЗТМ і заводі № 200 — повним ходом розгорнулася підготовка до серійного виробництва нових бойових машин. Але подальші події змусили внести в неї дуже серйозні корективи. На початку квітня отримано достовірні дані про броньовий захист «Тигра», 15 квітня вийшла постанова ДКО № 3187сс, яка зобов'язувала Наркомат озброєння створити потужні танкові гармати, здатні боротися з новою технікою ворога.
В кінці квітня на НІІБТ Полігоні в підмосковній Кубинці розстріляли з різних артсистем єдиний трофейний «Тигр». З'ясувалося, що найефективніший засіб боротьби з ним — 85-мм зенітна гармата 52-К зразка 1939 року, яка з дистанції до 1000 м пробивала його 100-мм броню. Постанова ДКО № 3289сс від 5 травня 1943 року «Про посилення артилерійського озброєння танків і самохідних установок» орієнтувало конструкторські бюро на балістику цієї гармати. Відповідно до цієї постанови Центральному артилерійському конструкторському бюро — ЦАКБ (начальник — В. Г. Грабін) і КБ заводу № 9 (головний конструктор Ф. Ф. Петров) пропонувалося розробити і встановити на двох танках КВ-1с і двох дослідних танках ІС 85-мм гармати з балістикою зенітної гармати 52-К.
У першій половині червня чотири гармати — дві С-31 ЦАКБ і дві Д-5Т заводу № 9 — були готові. С-31 розробили накладенням 85-мм ствола на люльку 76-мм серійної танкової гармати ЗІС-5, що могло істотно полегшити її виробництво. Д-5Т була варіантом гармати Д-5С, розробленої для самохідно-артилерійської установки СУ-85, і відрізнялася малою масою і невеликою відстанню відкочування.
Під час ескізних напрацювань компонування танка ІС із 85-мм гарматою з'ясувалося, що при внутрішньому діаметрі баштового погона 1535 мм встановити таку гармату без різкого погіршення умов роботи екіпажу неможливо. Тому погон вирішили розширити до 1800 мм, збільшивши обсяг бойового відділення і, відповідно, довжину танка на 420 мм. Оскільки довжина корпусу між другим і третім опорними котками істотно зросла, в ходову частину танка довелося додати шостий опорний коток (на кожен борт). Під збільшений діаметр погона на заводі № 200 відлили нову башту. Всі ці зміни збільшили масу танка до 44 т, знизили питому потужність і погіршили динамічні характеристики. Танк із 85-мм гарматою одержав позначення об'єкт 237. Два дослідних ІСи, № 1 — з гарматою С-31 і № 2 — з Д-5Т, були готові на початку липня 1943 року.
Одночасно з роботою над об'єктом 237 на ЧКЗ виготовили і два ескізних проєкти установки 85-мм гармати на танк KB-1с. Перший варіант — об'єкт 238 — був серійним КВ-1с із гарматою С-31 в штатній башті, другий — об'єкт 239 — отримав башту від об'єкта 237 з гарматою Д-5Т.
У липні 1943 року проходили порівняльні випробування всіх чотирьох танків. На підставі отриманих результатів перевагу віддали гарматі Д-5Т та об'єктам 237 і 239, які відтоді почали називатися ІС-85 і КВ-85 відповідно. Через невелике бойове відділення та неможливість нормальної роботи в ньому екіпажу об'єкт 238 забракували.
31 липня в Кубинку на НІІБТ Полігон для проходження держвипробувань прибули танки КВ-85 і ІС-85. Техніку супроводжували 28 фахівців на чолі з головним інженером заводу № 100 Н. М. Сінєвим. Випробування почалися 2 серпня і здійснювалися комісією під головуванням начальника Технічного управління ГБТУ Червоної Армії генерал-майора С. А. Афоніна. Артилерійські випробування відбувались на Гороховецькому артилерійському полігоні. За їхніми результатами комісія рекомендувала обидва зразки прийняти на озброєння. Потім танки розмістили на станції Черкізово в цехах евакуйованого заводу № 37. 8 серпня колона дослідних бойових машин пройшла вулицями Москви в Кремль, де їх оглянули Сталін, Молотов, Ворошилов, Берія, Федоренко, Малишев та інші. Перед показом із машин прибрали всіх членів екіпажу (за винятком механіків-водіїв), замінивши їх співробітниками НКВС.
4 вересня 1943 року постановою ДКО № 4043сс важкий танк ІС-85 прийняли на озброєння Червоної Армії. Цією ж постановою Дослідний завод № 100 зобов'язували спроєктувати, виготовити і випробувати спільно з Техуправлінням ГБТУ до 15 жовтня 1943 року танк ІС, озброєний гарматою калібру 122 мм, а до 1 листопада — на його базі артсамохід ІС-152.
Всупереч широко поширеній у літературі версії танк ІС-2 зі 122-мм гарматою і артсамохід ІСУ-152 впродовж вищезгаданого показу Сталіну не демонструвалися. Можливо автори сприймали за ІС-2 ІС № 2 (тобто озброєний гарматою Д-5Т) і САУ СУ-152 (КВ-14), але з удосконаленою системою вентиляції бойового відділення.
Держкомісія розробила пропозиції щодо вдосконалення конструкції танка ІС, частина з яких — під явним впливом зарубіжного досвіду. До останніх належать пропозиції спроєктувати і випробувати гідравлічний механізм повороту башти і турельної зенітно-кулеметної установки на люку командирської башточки, розробити установку в башті казнозарядного 50 мм міномета для самозахисту і запуску сигнальних ракет. Пропонувалося також спроєктувати люльку, придатну для установки 85-, 100-, 122- і 152-мм гармат.
Першим ідею озброїти ІС гарматою більшого калібру, ніж 85 мм, висловив директор і головний конструктор заводу № 100 Котін. На початку серпня 1943 року, вивчаючи підсумки Курської битви, він звернув увагу на те, що з усіх артсистем найкраще боролася з «тиграми» 122-мм корпусна гармата зразка 1931/37 років (А-19). До такого ж висновку дійшли і конструктори заводу № 9, де розроблявся і виготовлявся дослідний зразок важкої протитанкової гармати Д-2 накладенням ствола з балістикою гармати А-19 на лафет 122-мм дивізійної гаубиці М-30. Використовувати цю потужну гармату передбачалося найперше для боротьби з важкими танками противника. Оскільки ствол такої гармати був вмонтований у люльку і лафет М-30 і гармата Д-2 успішно пройшла випробування, реальною стала ідея установки ствола А-19 у важкий танк із застосуванням круглої люльки, противідкатних пристроїв і підйомного механізму від дослідної танкової 122-мм гаубиці У-11, як це було зроблено при створенні 85-мм гармат Д-5Т і Д-5С. Однак це було можливо тільки за умови введення в конструкцію гармати дульного гальма.
Перший зразок гармати «А-19 танкова» виготовили 12 листопада — в люльку Д-5Т встановили ствол гармати Д-2, знятий із лафета М-30, з додатковим обточуванням його напрямної частини до діаметра люльки; з гармати Д-2 запозичили і Т-подібне дульне гальмо.
Державні випробування танка ІС-122 (об'єкт 240) пройшли дуже швидко і загалом успішно. Після чого його перекинули на один із підмосковних полігонів, на якому в присутності Ворошилова зі 122-мм гармати з дистанції 1500 м вистрілено в порожній вже розстріляний трофейний німецький танк «Пантера». Снаряд, пробивши бортову броню повернутої направо вежі, вдарив у протилежний лист, відірвавши його по зварному шву і відкинув на кілька метрів. Під час випробування у гармати А-19 розірвало Т-подібне дулове гальмо, при цьому Ворошилов ледь не загинув. Після цього дулове гальмо замінили на інше — двокамерне, німецького типу.
Перші серійні танки ІС-85 були виготовлені в жовтні 1943 року, а ІС-122 — у грудні. Паралельно зі складанням ІСів у цехах ЧКЗ до кінця року тривав випуск танків КВ-85. У січні 1944 року з цехів ЧКЗ вийшли останні 40 ІС-85, після чого завод почав випускати все більші обсяги ІС-122, оснащених новим 122-мм гарматою Д-25Т з клиновим напівавтоматичним затвором, завдяки чому вдалося трохи підвищити скорострільність (з 1—1,5 до 1,5—2 постр/хв). З березня 1944 року дулове гальмо німецького типу замінили ефективнішим — конструкції ЦАКБ. Водночас танки ІС-85 перейменували в ІС-1, а ІС-122 — в ІС-2.
Військових не влаштовували низька скорострільність і малий боєкомплект нового важкого танка — 28 пострілів роздільного заряджання. Для порівняння: боєкомплект ІС-1 складався з 59 пострілів, а КВ-1с — зі 114. Крім того, вже після перших зіткнень ІС-2 з важкими танками противника з'ясувалося, що штатний 122-мм гостроголовий бронебійний снаряд БР-471 здатний пробити лобову броню «Пантери» лише з дистанції 600—700 м. Слабша лобова броня «Тигра» вражалася з відстані 1200 м, але потрапити з такої дистанції в німецький танк могли тільки добре підготовлені досвідчені навідники. При обстрілі німецьких танків потужними осколково-фугасними гранатами ОФ-471 у ІС-2 розтріскувались зварні шви і навіть відривався лобовий лист по зварному шву. Перші результати їхнього бойового використання підтвердилися стрільбовими випробуваннями танку на полігоні в Кубинці у січні 1944 року і змусили конструкторів шукати нові рішення.
27 грудня 1943 вийшла постанова ДКО № 4851 про озброєння танка ІС гарматами великої потужності, і з лютого 1944 року почалося проєктування трьох машин — ІС-3, ІВ-4 й ІС-5 (не плутати з однойменними повоєнними танками).
У лютому 1944 року ЦНДІ-48 отримав завдання виконати науково-дослідницьку роботу за темою «Дослідження бронестійкості корпусу важкого танка ІС». Виконана робота показала, що при поточні формі лобової частини корпуса її не пробиватимуть німецькі 75- і 88-мм снаряди лише при застосуванні броні товщиною не менше 145—150 мм (тобто на 20—30 мм більше штатної). За рекомендацією ЦНДІ-48 змінені режими гартування, а також конструкція лобової частини корпусу.
Новий корпус із так званим «спрямленим» носом зберіг колишню товщину броні. З лобового листа вилучили люк-пробку механіка-водія, яка істотно знижувала його міцність. Сам лист розташували під кутом 60° до вертикалі, що забезпечило при курсових кутах обстрілу ± 30° непробиття його з 88-мм німецької танкової гармати KwK 36 навіть при стрільбі впритул. Вразливим місцем залишався нижній лобовий лист, що мав кут нахилу 30° до вертикалі. Для надання йому більшого кута нахилу необхідно було істотно змінити конструкцію відділення управління. Однак, враховуючи, що ймовірність потрапляння в нижній лобовий лист менша, ніж в інші частини корпусу, його вирішили не чіпати. Для посилення бронезахисту нижнього лобового листа з 15 липня 1944 року на ньому між буксирними гаками почали розміщувати укладку запасних траків. «Уралмашзавод» перейшов на випуск бронекорпусів зі «спрямленим» зварним носом у травні 1944 року, а завод № 200 почав випускати такі ж корпуси, але з відлитим носом із червня 1944 року. Певний час танки зі старими і новими корпусами випускалися паралельно, до повного витрачення запасу. Значно посилити бронезахист башти не вдалося, оскільки це вимагало би істотної зміни конструкції, тому від цього довелося відмовитись.
Водночас у процесі виробництва вигляд башти істотно змінився. Башти танків першої серії випуску 1943 року мали вузьку амбразуру. Після встановлення гармати Д-25Т, попри те, що її люлька була такою ж, як у Д-5Т, користуватися телескопічним прицілом стало дуже незручно. З травня 1944 року почався випуск башт із розширеною амбразурою, що дозволило змістити приціл вліво. Було також збільшено бронезахист маск-установки і товщину нижньої частини бортів. Командирську башточку змістили вліво на 63 мм, перископічний приціл ПТ4-17 вилучили, а на його місце встановили прилад спостереження MK-IV. На командирській башточці з'явилася зенітна установка великокаліберного кулемета ДШК (конструктор — П. П. Ісаков). До кінця війни башта ІСа істотно не змінювалась.

## Пам'ятники
В Україні, танк ІС-2 був встановлений як пам'ятник у наступних містах: 
- м. Нікополі Дніпропетровської області;
- м. Павлограді Дніпропетровської області (демонтований — 08.12.2024[3]);
- м. Корсуні-Шевченківському Черкаської області;
- м. Камені-Каширському Волинської області;
- м. Дубно Рівненської області.

ІС-2 також встановлений, як пам'ятник, у населених пунктах Росії та деяких інших країн.